# Григорій Зільбург
Григорій Зільбург (25 грулня 1890 – 17 вересня 1959) — психоаналітик та історик психіатрії, який у своїх численних працях та лекціях розглядав психіатрію в широкому соціологічному та гуманістичному контексті.

## Життя і кар'єра
Зільбург народився в єврейській родині в Києві 25 грудня 1890 року і вивчав медицину в Санкт-Петербурзі, де працював під керівництвом Владіміра Бєхтєрєва. 1917 року, після Лютневої революції, він працював секретарем Міністерства праці при двох прем'єр-міністрах (Алєксандрі Керенському та Гєоргії Львову). Коли до влади прийшли більшовики, він втік до Києва і здобув репутацію політичного журналіста і театрального критика.
Зільбург емігрував до Сполучених Штатів у 1919 році і заробляв собі на життя, читаючи лекції в окрузі Шатокуа та перекладаючи літературу з російської на англійську. Серед перекладених ним творів - роман Євгєнія Замятіна "Ми" та п'єса Лєоніда Андрєєва "Той, хто отримує ляпаси" 1915 року. Цей переклад був добре прийнятий і перевидавався 17 разів з моменту першої публікації. 1922 року Зільбург почав здобувати другу медичну освіту в Колумбійському університеті.
Після закінчення університету в 1926 році він працював у лікарні Блумінгдейл, а в 1931 році розпочав психоаналітичну практику в Нью-Йорку, вперше пройшовши аналіз у Берліні у Франца Александера. Починаючи з 1930-х років Зільбург випустив кілька томів з історії психіатрії, які мають велике значення для історії психіатрії. Книга "Медик і відьма в епоху Відродження" розпочалася як лекції Ногучі в Університеті Джона Гопкінса в 1935 році. За цим томом послідували "Історія медичної психології" у 1941 році та "Зигмунд Фройд" у 1951 році. Він також створив серію клінічних статей на теми від шизоїдної особистості до післяпологової депресії - він вважав, що остання корениться в амбівалентності щодо материнства та латентному садизмі - і досліджував вплив невирішених конфліктів та ефекти контрперенесення аналітика в аналітичній ситуації.
Серед пацієнтів Зільбурга були Джордж Гершвін, Ліліан Геллман, Ральф Інгерсолл, Едвард М.М. Варбург, Маршалл Філд, Кей Свіфт і Джеймс Пол Варбург. Мюзикл "Леді в темряві", як вважається, заснований на досвіді аналізу Мосса Гарта, який також досліджував інших відомих письменників, включаючи Томаса Мертона. 1919 року Зільбург одружився з Реєм Лібоу, і у них народилося двоє дітей (Ненсі і Грегорі-молодший). У 1946 році він одружився з Маргарет Стоун, у них народилося троє дітей (Керолайн, Джон і Метью). Його племінницею була віолончелістка Ольга Зільбург.
Цитуючи Сьюзен Квінн:342, автор Рон Черноу:346 повідомляє, що Зільбург займався неетичною поведінкою, включаючи фінансову експлуатацію пацієнтів. В інтерв'ю з Черноу Едвард М. М. Варбург повідомив, що Зільбург просив у нього грошові подарунки, а в одному випадку - норкову шубу для його дружини.:347 Біографія, написана його дочкою, "Життя Григорія Зільбурга" (див. нижче), детально розповідає про духовну подорож Зільбурга, його дружбу з домініканцем Ноелем Майо і його остаточне навернення до римо-католицизму.

## Літературні архіви
Документи Зільбурга в Бібліотеці рідкісних книг і рукописів Бейнеке Єльського університету містять рукописи кількох його публікацій, а також його особисте листування з Маргарет Стоун Зільбург.

### Твори
- The passing of the old order in Europe ("Падіння старого порядку в Європі") (1920)
- The medical man and the witch during the renaissance ("Медик і відьма в епоху ренесансу") (1935)
- A history of medical psychology ("Історія медичної психології") (1941)
- Mind,  Medicine, & Man ("Розум, медицина і людина") (1943)
- Sigmund Freud ("Зиґмунд Фройд") (1951)
- Psychology of the criminal act and punishment ("Психологія злочинного діяння і покарання") (1954)
- Psychoanalysis and Religion ("Психоаналіз і релігія") (1962)

### Переклади
- Той, хто отримує ляпаси Лєоніда Андрєєва, перекладнеа з російської зі вступом (1921)
- Ми Євгєнія Замятіна, перекладнеа з російської (1924)
- The criminal, the judge and the public; a psychological analysis ("Злочинець, суддя і громадськість: психологічний аналіз") Франца Александера та Гуго Штауба, перекладений з німецької (1931)
- Outline of clinical psychoanalysis ("Нарис клінічного психоаналізу") Отто Феніхеля в перекладі Бертрама Д. Левіна та ГригоріяЗільбурга (1934)